# Katastralgemeinde Wietersdorf
Die Katastralgemeinde Wietersdorf (früher Wittersdorf) ist eine von zwölf Katastralgemeinden der Gemeinde Klein Sankt Paul im Bezirk Sankt Veit an der Glan in Kärnten (Österreich). Sie hat eine Fläche von 37,55 ha.
Die Katastralgemeinde gehört zum Sprengel des Vermessungsamtes Klagenfurt.

## Lage
Die Katastralgemeinde liegt im Görtschitztal im Osten des Bezirks Sankt Veit an der Glan, in der Gemeinde Klein Sankt Paul, nördlich des Gemeindehauptorts. Sie grenzt im Westen und Norden an die Katastralgemeinde Wieting, im Nordosten an die Katastralgemeinde Dullberg, sowie im Osten und Süden an die Katastralgemeinde Ober St. Paul. Die Katastralgemeinde erstreckt sich über eine Höhenlage von 623 m ü. A. an der Görtschitz am Südrand der Katastralgemeinde bis zu 788 m ü. A. am Nordwestrand der Katastralgemeinde.

## Ortschaften
Auf dem Gebiet der Katastralgemeinde Wietersdorf liegt ein Teil der Ortschaft Wietersdorf, insbesondere das Wietersdorfer Zementwerk.

## Vermessungsamt-Sprengel
Die Katastralgemeinde gehört seit 1. Jänner 1998 zum Sprengel des Vermessungsamtes Klagenfurt. Davor war sie Teil des Sprengels des Vermessungsamtes St. Veit an der Glan.

## Geschichte
Ende des 18. Jahrhunderts wurden die Kärntner Steuergemeinden (später: Katastralgemeinden) gebildet und Steuerbezirken zugeordnet. Die Steuergemeinde Wietersdorf wurde Teil des Steuerbezirks Eberstein.
Im Zuge der Reformen nach der Revolution 1848/49 wurden in Kärnten die Steuerbezirke aufgelöst und Ortsgemeinden gebildet, die jeweils das Gebiet einer oder mehrerer Steuergemeinden umfassten. Die Steuer- bzw. Katastralgemeinde Wietersdorf wurde Teil der Gemeinde Klein Sankt Paul. Die Größe der Katastralgemeinde wurde 1849 mit 66 Österreichischen Joch und 199 Klaftern (ca. 38 ha, also die heutige Fläche) angegeben; damals lebten 15 Personen auf dem Gebiet der Katastralgemeinde.
Die Katastralgemeinde Wietersdorf gehörte ab 1850 zum politischen Bezirk Sankt Veit an der Glan und zum Gerichtsbezirk Eberstein. Von 1854 bis 1868 gehörte sie zum Gemischten Bezirk Eberstein. Seit der Reform 1868 ist sie wieder Teil des politischen Bezirks Sankt Veit an der Glan, zunächst als Teil des Gerichtsbezirks Eberstein, seit dessen Auflösung 1978 als Teil des Gerichtsbezirks St. Veit an der Glan.